# Ferrovia 2020
Ferrovia 2020 foi um projeto apresentado pelo Governo Português em fevereiro de 2016 que visa melhorar e reforçar sistema ferroviário português, nomeadamente os compromissos bilaterais com Espanha e as resultantes do Corredor Atlântico, o aumento do transporte de mercadorias e exportações e a ligação entre os portos portugueses e as fronteiras com Espanha e ligação com o sistema ferroviário espanhol e europeu.

## Corredor Internacional Norte
Modernização da linha de Leixões, linha da Beira Alta e da linha da Beira Baixa, possibilitando mais do que a duplicação da capacidade de comboios de mercadorias e maior interoperabilidade com rede ferroviária espanhola e europeia, na fronteira de Vilar Formoso-Fuentes de Oñoro para melhorar a ligação dos portos de Leixões e de Aveiro com Espanha e a Europa. Inclui a eletrificação do lanço Covilhã-Guarda .
Investimento: 676 milhões de euros.
Financiamento comunitário: 386 milhões de euros.

## Corredor Internacional Sul
Modernização e eletrificação da linha do Alentejo, a linha do Sul, a linha de Vendas Novas e a linha do Leste para a ligar à rede ferroviária espanhola na fronteira de Elvas-Badajoz para reforçar a ligação dos portos de Sines e Setúbal com a Europa. Este projeto inclui a construção da Nova Linha de Évora entre Évora e Elvas, o primeiro troço a permitir altas velocidades em Portugal.
Investimento: 627 milhões de euros.
Financiamento comunitário: 389 milhões de euros.

## Corredor Norte-Sul
Modernização da rede para a sua ligação à rede ferroviária espanhola na fronteira de Valença do Minho-Tui para melhorar a ligação de Lisboa, Porto com Vigo e com a Europa.
Investimento: 380 milhões de euros.  
Financiamento comunitário: 227 milhões de euros.

## Corredores Complementares
Investimento: 264 milhões de euros. 
Financiamento comunitário: 141 milhões de euros.
- Modernização e eletrificação da linha do Oeste entre Lisboa e Caldas da Rainha.
- Modernização e eletrificação da linha do Douro entre Caíde de Rei e Peso da Régua.
- Modernização e eletrificação da linha do Algarve entre Tunes-Lagos e Faro-Vila Real de Santo António.
- Modernização da linha de Cascais.